# Якушкин, Иван Вячеславович
Ива́н Вячесла́вович Яку́шкин (10 [22] августа 1885, Москва, — 19 июля 1960, там же) — советский растениевод и селекционер, академик ВАСХНИЛ (1935), дважды лауреат Сталинской премии второй степени (1943, 1948). Доктор сельскохозяйственных наук (1934), профессор (1917). Первый директор Рамонской свекловичной опытной станции.

## Биография
Родился в Москве; по окончании Московского сельскохозяйственного института (в 1909 году) был участковым, позже уездным агрономом в Полтавской губернии.
В 1912—1917 годах работал в МСХИ; с 1914 года — ассистент кафедры частного земледелия. В это же время преподавал на Высших женских сельскохозяйственных курсах.
В 1917—1920 и 1922—1932 годах — профессор, заведующий кафедрой растениеводства, декан агрономического факультета, проректор по учебной работе ВСХИ.
В 1920—1922 годах — заведующий кафедрой растениеводства, декан агрономического факультета Крымского университета.
В 1922—1932 годах был директором Рамонской опытно-селекционной станции Главсахара (ныне Воронежская область).
2 октября 1930 года арестован ОГПУ по Центрально-Чернозёмной области. 18 февраля 1931 года приговорён Коллегией ОГПУ по обвинению в том, что примыкал к группе Трудовой крестьянской партии в Воронежском сельскохозяйственном институте, возглавляемой А. Н. Мининым, пропагандировал идеи ТКП среди студенчества, противодействовал пролетаризации вузов, участвовал в нелегальных совещаниях; по статьям 58-10, 11 УК РСФСР приговорён к трём годам заключения в концлагере. Но в лагере не был, Военным трибуналом Воронежского военного округа постановление Коллегии ОГПУ от 18 февраля 1931 года отменено, дело прекращено. Реабилитирован по этому делу 28 мая 1957 г.
В 1932—1957 годах — профессор и заведующий кафедрой растениеводства Московской сельскохозяйственной академии им. К. А. Тимирязева.
Член ВКП(б) с 1945 года.

### Участие в августовской сессии ВАСХНИЛ
Выступил на второй день августовской сессии ВАСХНИЛ 1948 года, активно поддержав академика Лысенко. По его словам «Из доклада академика Лысенко, который заслушала сессия, я думаю, имеются все основания сделать <…> вывод: мы живем в великую Сталинскую эпоху, в период триумфа передовой сельскохозяйственной науки», «Открытия Т. Д. Лысенко описываются и поэтами, и писателями, и драматургами, и философами. <…> Действительные открытия Т. Д. Лысенко и его школы, по моему мнению, значительно превосходят эти описания».

Могила Якушкина на Новодевичьем кладбище Москвы.

### Сотрудничество с НКВД СССР
Якушкин был платным осведомителем НКВД СССР, в частности автором доносов на академика Н. И. Вавилова. Наряду с другими сторонниками и/или сотрудниками Т. Д. Лысенко, был членом экспертной комиссии специалистов, созданной по распоряжению НКВД и утверждённой Лысенко (в задачу комиссии входило составление характеристики на Вавилова как учёного; подробнее см. статью Вавилов, Николай Иванович).
Умер 19 июля 1960 года. Похоронен в Москве на Новодевичьем кладбище.

### Семья
- жена — Мария Фёдоровна Татаринова, дочь известного общественного и политического деятеля Ф. В. Татаринова;
  - дочь — Наталия, физиолог растений, автор учебника по данной специальности.
  - сын — Дмитрий (1923—1994) — советский разведчик.

## Награды и премии
- заслуженный деятель науки РСФСР (1945)
- Сталинская премия II степени (22 марта 1943) — за многолетние выдающиеся работы в области науки и техники
- Сталинская премия II степени (1948) — за работы по агротехике с/х культур, обобщённые в труде «Растениеводство» (1947)
- два ордена Ленина (1949, 1950)
- два ордена Трудового Красного Знамени (06.12.1940 — «в ознаменование 75-летнего юбилея Московской ордена Ленина Сельскохозяйственной Академии имени К. А. Тимирязева, за выдающиеся заслуги в деле развития сельскохозяйственных наук и подготовки высококвалифицированных специалистов сельского хозяйства»; 1945)
- три Большие золотые медали ВСХВ (1940, 1954, 1955)[1]

## Научные работы
Иван Якушкин является автором работ, посвящённых вопросам растениеводства и севооборотов, агротехнике зерновых, масличных, сахарной свёклы и других технических культур, в частности, удобрению в системе севооборотов, улучшению методов сортирования семенного материала, внекорневой подкормке, борьбе с опаданием завязей у хлопчатника, сахарной свёклы и др.
В труде «Растениеводство» (1947, 2-е изд. 1953) дал обобщение научных достижений и производственного опыта советской агрономии.
Опубликовал более 400 научных работ, включая более 90 книг и брошюр. Ряд трудов напечатан за рубежом.
- Учение о севообороте. — М. — Л., 1928
- Руководство по применению удобрений под сахарную свёклу. — М.—Л., 1933
- Растения полевой культуры. — 10 изд., М., 1938 (совместно с Д. Н. Прянишниковым)
- Из многолетних работ по селекции свёклы на Рамонской станции // Доклады Всесоюзной академии с.-х. наук им. В. И. Ленина, 1947, вып. 11
- Сортирование семян по принципу выделения однородных выровненных групп по размерам в целях повышения урожайности // Советская агрономия, 1949, № 8 (совместно с А. П. Осетровой)
- Из результатов работ кафедры растениеводства в 1953—1954 гг. // Известия Тимирязевской сельскохозяйственной академии, 1955, вып. 1
- Внекорневая подкормка сельскохозяйственных культур. — М., 1955 (совместно с М. М. Эдельштейн)